# Manduca huascara
Manduca huascara is een vlinder uit de familie van de pijlstaarten (Sphingidae). De wetenschappelijke naam van de soort werd in 1941 gepubliceerd door William Schaus.